# Kirsten Schlegel-Matthies
Kirsten Schlegel-Matthies (* 1959) ist Professorin für Haushaltswissenschaft an der Universität Paderborn.

## Leben
Kirsten Schlegel-Matthies studierte von 1978 bis 1984 an der Westfälischen Wilhelms-Universität Münster Geschichte, Germanistik, Politikwissenschaft und Pädagogik für das Lehramt der Sekundarstufe II. 1991 promovierte sie am Historischen Seminar der Westfälischen Wilhelms-Universität Münster. Ihre Habilitation erfolgte 1998 an der Westfälischen Wilhelms-Universität Münster im Fach Haushaltswissenschaft und Didaktik der Haushaltslehre.
Seit 2002 ist sie Universitätsprofessorin für Haushaltswissenschaft am Institut für Ernährung, Konsum und Gesundheit der Universität Paderborn. Ihre aktuellen wissenschaftlichen Schwerpunkte liegen im Bereich der Verbraucher- und Ernährungsbildung sowie der Ausbildung von Lehrerkompetenzen im Bereich Bildung für nachhaltige Entwicklung. Weiterhin liegt der Fokus ihrer wissenschaftlichen Tätigkeit im Spannungsfeld der Verbraucherverantwortung und des Verbraucherschutzes sowie in Modellen der Ethik eines „guten Lebens“.

## Mitgliedschaften und weitere Tätigkeiten
- Mitglied des unabhängigen Sachverständigenrats für Verbraucherfragen[2]
- Vorsitzende der fachdidaktischen Gesellschaft Haushalt in Bildung und Forschung HaBiFo e.V.[3]
- Sprecherin der länderübergreifenden D-A-CH-Arbeitsgruppe zur Hochschuldidaktik zur verbraucherorientierten Lehrerbildung (Deutschland, Österreich, Schweiz)[4]
- Herausgeberin der Zeitschrift Haushalt in Bildung und Forschung[5]
- National-Team-Partner des EU-Projektes Consumer Classroom für Deutschland[6]